# 南京大楼

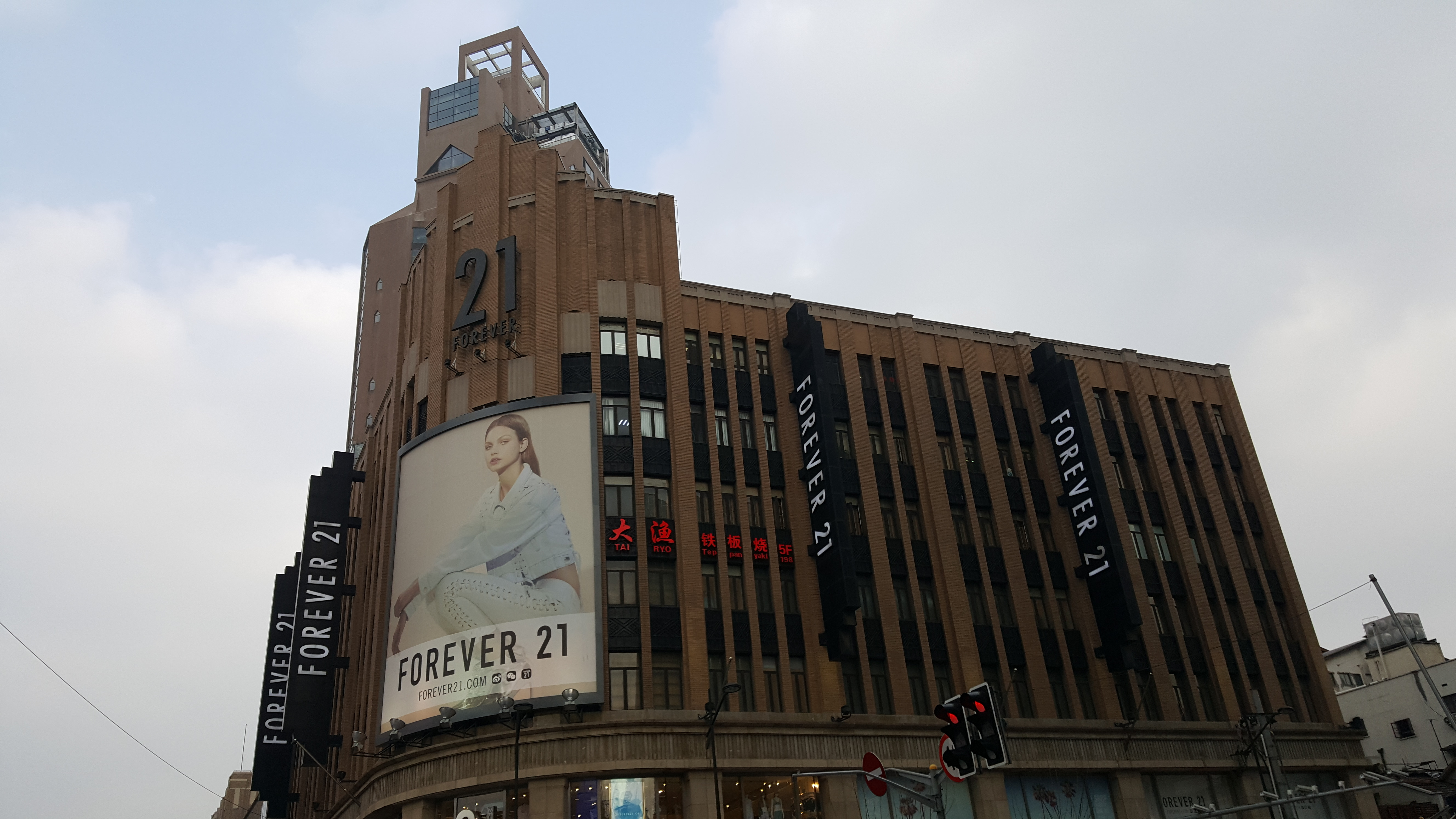
南京大楼

南京大楼又名老介福大樓、老介福商厦或老介福，是位於中華人民共和國上海市黃浦區南京東路257号的一座大樓，為上海市第五批优秀历史建筑。該建築為鋼筋混凝土結構，共有六層，佔地面積為2250平方米，建築面積12404.9平方米。南京大樓於1935年由哈同地产公司投资建造，故建築最初名為哈同大樓，1936年，老介福绸缎局租下哈同大樓一樓店面，所以建築又名老介福。1956年8月更名為南京大楼。。1993年3月，老介福进行改扩建工程，當時汪道涵亲笔提名建築為老介福商厦。2001年，建築一楼成为上海首家福利彩票专卖店。2008年，老介福总部搬遷至威海路。2012年，FOREVER 21进驻該大樓。2020年6月24日，位於南京大楼的华为全球旗舰店开业，為當時华为全球範圍內規模最大的旗舰店。